# Sergio Filippa
Sergio Filippa (Gressoney-Saint-Jean, 26 gennaio 1946) è un ex sciatore alpino italiano.

## Biografia
Sciatore polivalente, Filippa esordì in Coppa del Mondo il 3 marzo 1967 a Sestriere in discesa libera (56º) e ai Campionati italiani 1970 vinse il titolo nazionale nello slalom gigante, suo maggior risultato agonistico; in Coppa del Mondo ottenne il miglior piazzamento il 13 marzo 1971 a Åre nella medesima specialità (22º) e prese per l'ultima volta il via il giorno successivo nella medesima località in slalom speciale (28º). Non prese parte a rassegne olimpiche o iridate.

## Palmarès

### Campionati italiani
- 1 medaglia[4]:
  - 1 oro (slalom gigante nel 1970)